# Richard Neutra
Richard Neutra (Richard Joseph Neutra, 8 avril 1892 - 16 avril 1970) est un important architecte californien (d'origine autrichienne) des mouvements moderne et architecture californienne moderne des années 1930 aux années 1960, aux États-Unis et en Californie,.

## Biographie
Il naît le 8 avril 1892 dans le quartier de Leopoldstadt de Vienne en Autriche, fils d'un riche propriétaire de fonderie métallurgique. Il étudie à l'université technique de Vienne et en école d'architecture avec les professeurs Max Fabiani et Adolf Loos, et est alors influencé par Otto Wagner. Réformé au cours de la Première Guerre mondiale pour cause de paludisme et tuberculose, il n'obtient son diplôme d'architecte qu'à la fin du conflit. En 1919,  il étudie l'architecture du paysage à Zurich.Il rencontre sa future épouse la chanteuse et violoncelliste Dione Niedermann lors d'un séjour en sanatorium en Suisse. Ils se marieront en 1922.

Quelques meubles et intérieurs
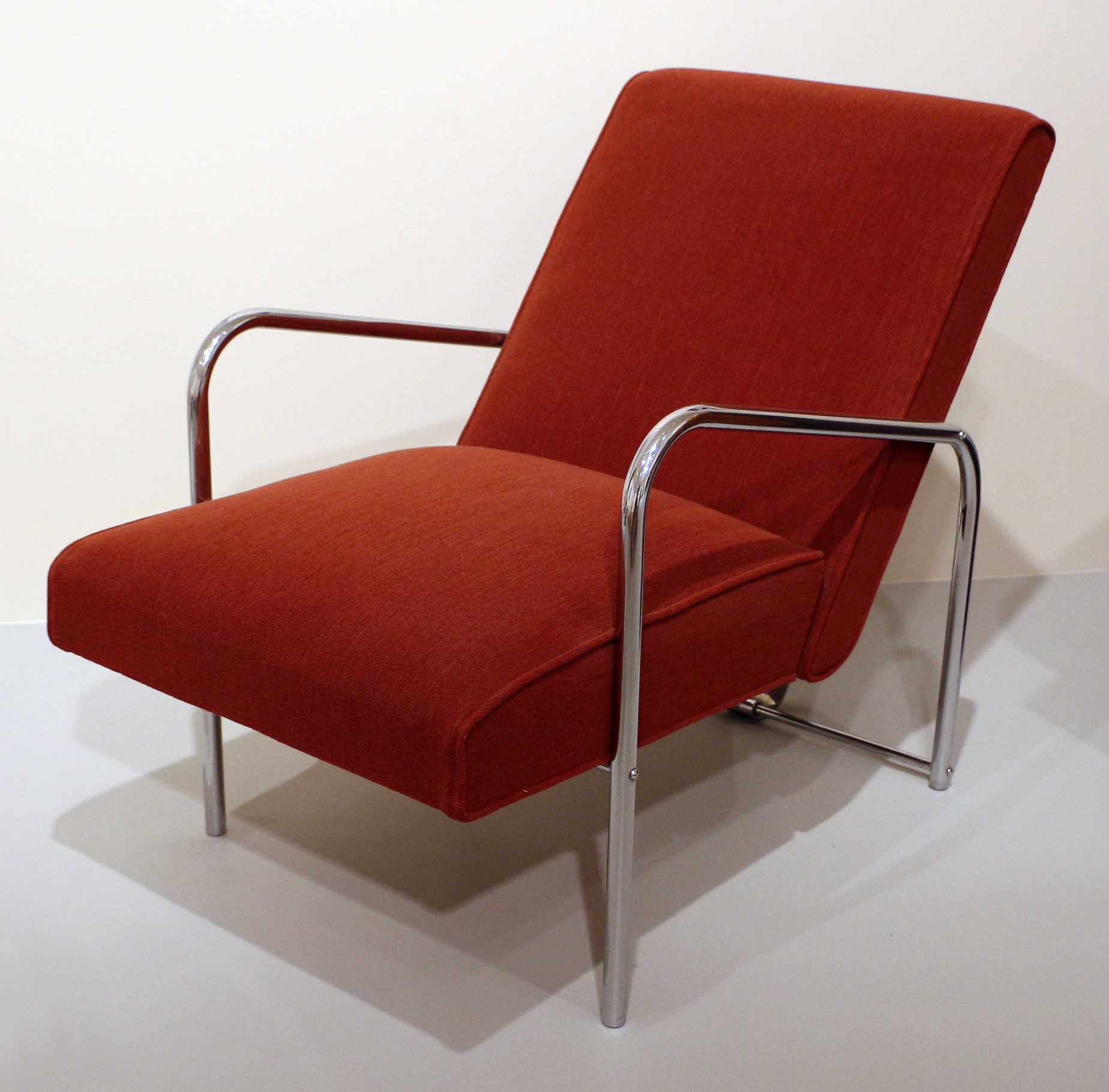
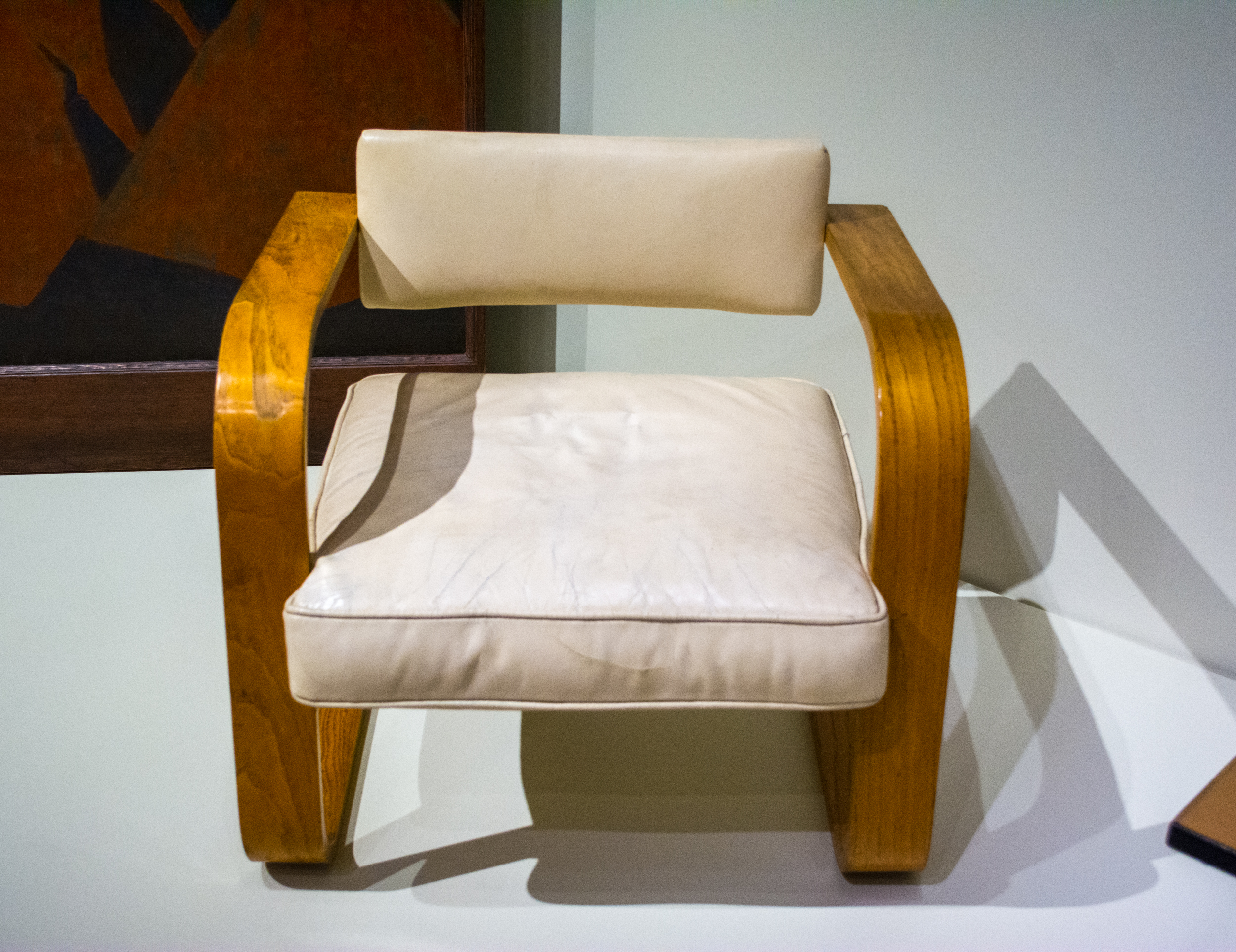
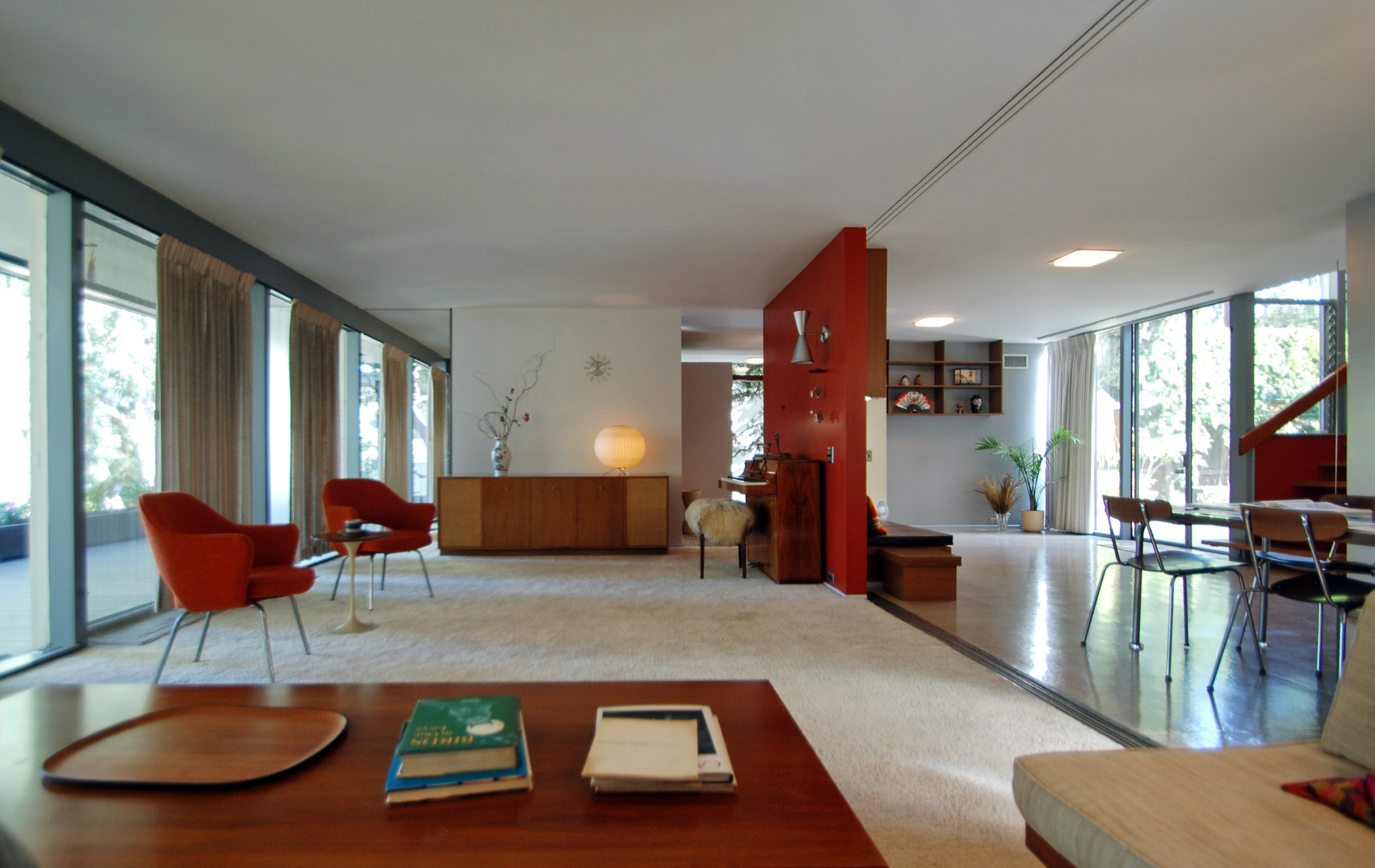

En 1920 l'architecte Ernst L. Freud (en) (ami de jeunesse, fils de Sigmund Freud) lui propose de travailler avec lui dans son cabinet d'architecture à Berlin, puis il travaille entre autres pour Erich Mendelsohn, avant d’immigrer en 1923 à New York et à Chicago aux États-Unis ou il rencontre entre autres Louis Sullivan, et travaille brièvement pour Frank Lloyd Wright. Il est alors invité en 1925 par son ami d'université Rudolf Schindler à le rejoindre à la avant-gardiste Kings Road House d'Hollywood en Californie (une des premières villas modernes de l'histoire de l'architecture). Neutra créé ensuite son propre cabinet d'architecte à Los Angeles en 1926, où il obtint la nationalité américaine en 1929 et mène avec succès une importante carrière californienne, américaine, et internationale, en tant qu'important représentant des mouvements moderne et architecture californienne moderne, inspiré entre autres de Le Corbusier, Ludwig Mies van der Rohe, et de l'American way of life,...

Domicile et bureau d'agence personnels de Richard Neutra à Los Angeles
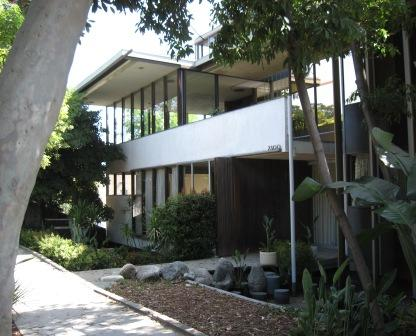
Neutra VDL Studio and Residences
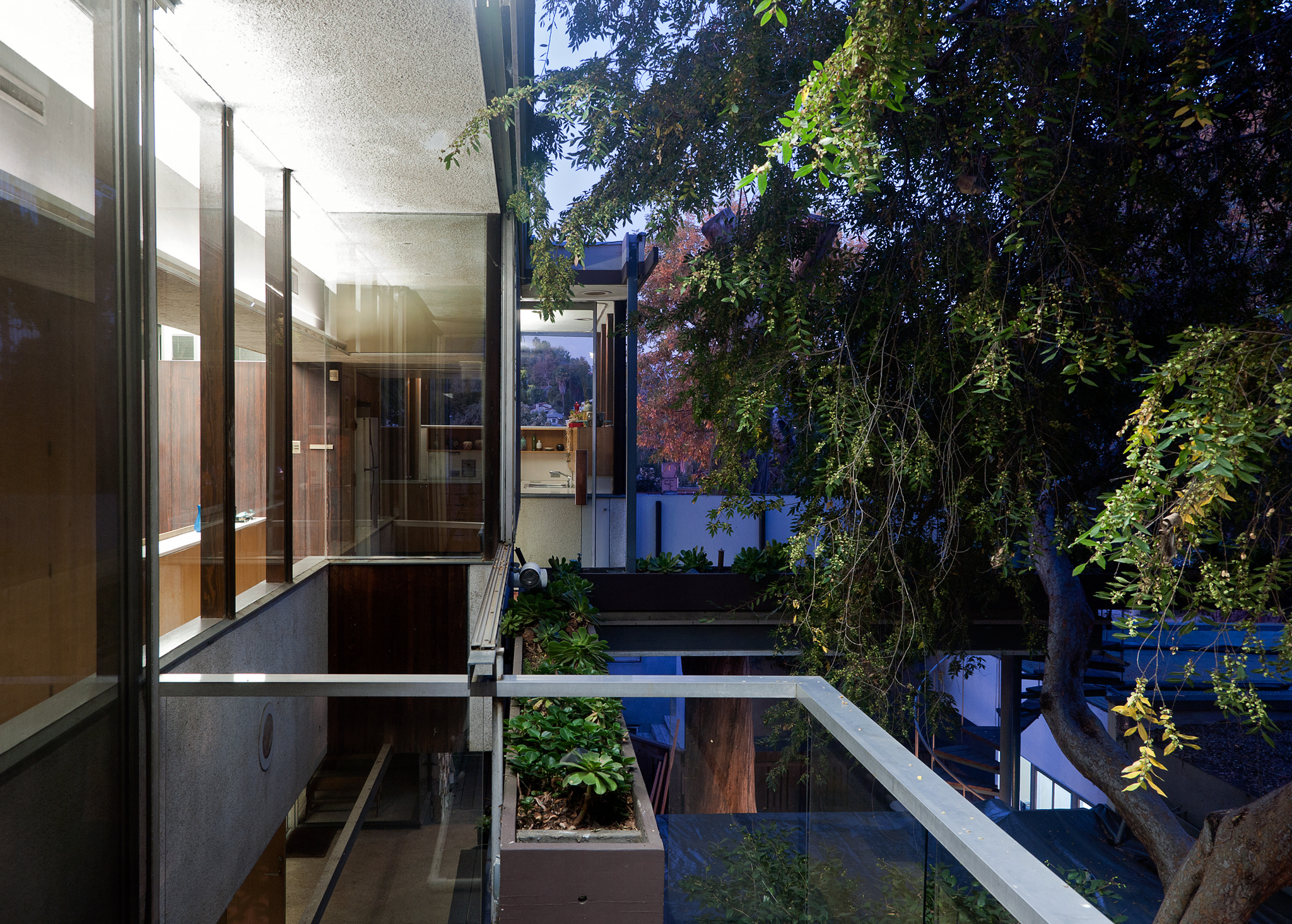
Neutra VDL Studio and Residences
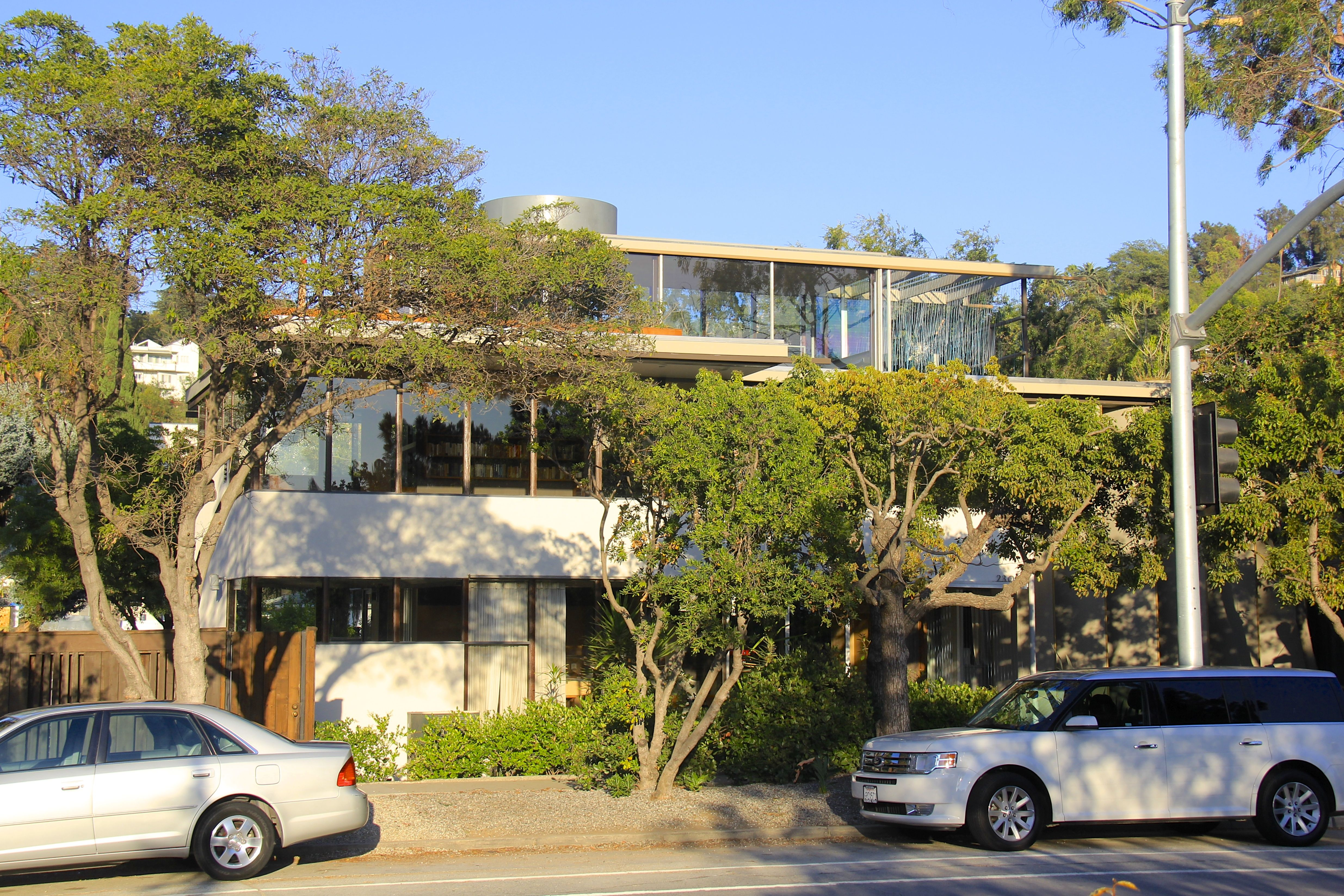
Neutra VDL Studio and Residences
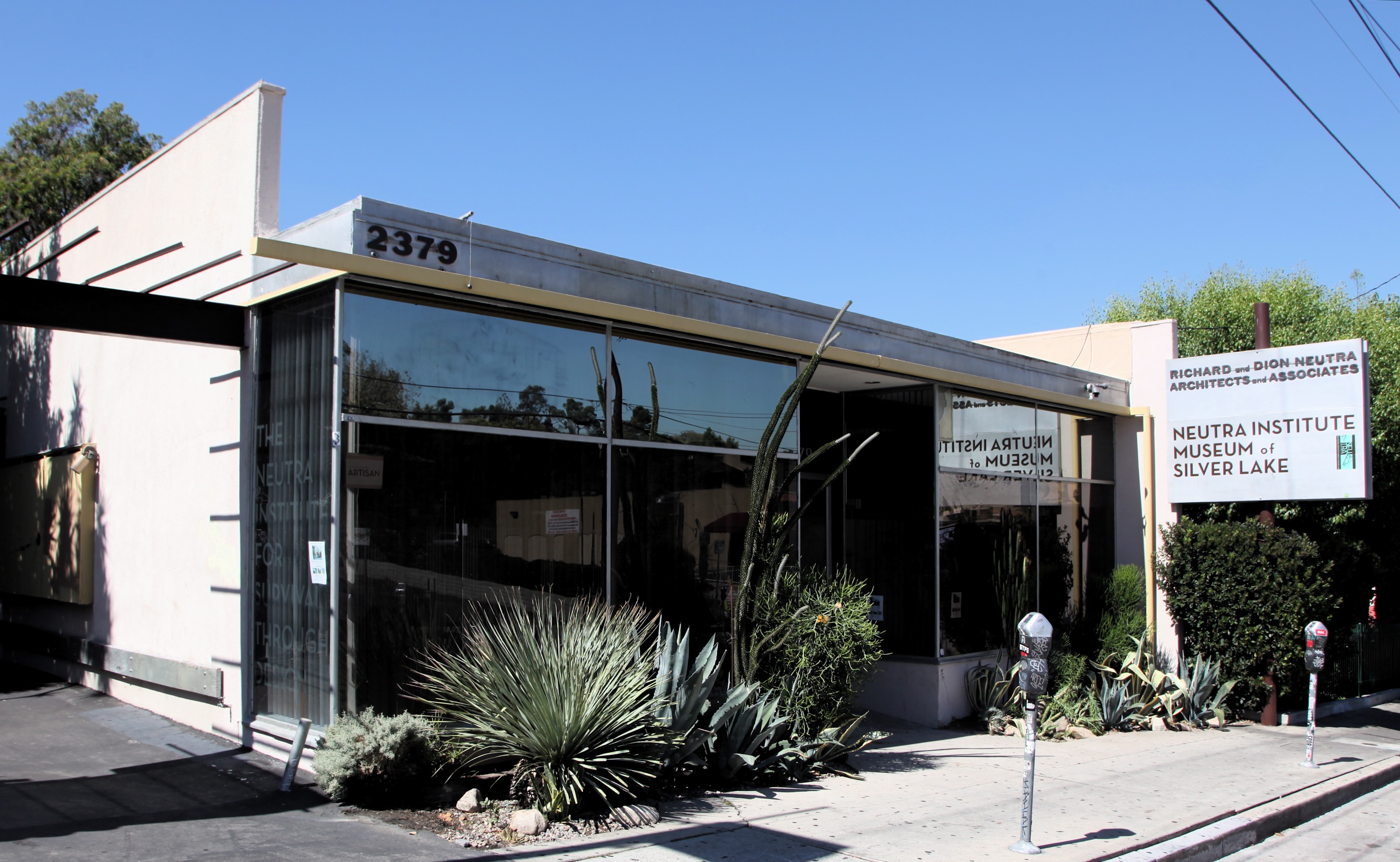
Neutra Office Building (en)

Il disparaît le 16 avril 1970 à l'age de 78 ans à Wuppertal en Allemagne, lors d'une tournée européenne de conférences. Son fils Dion Neutra (en) avec qui il s'est associé depuis 1965 en cabinet d'architecte « Richard & Dion Neutra Architecture » lui succède.

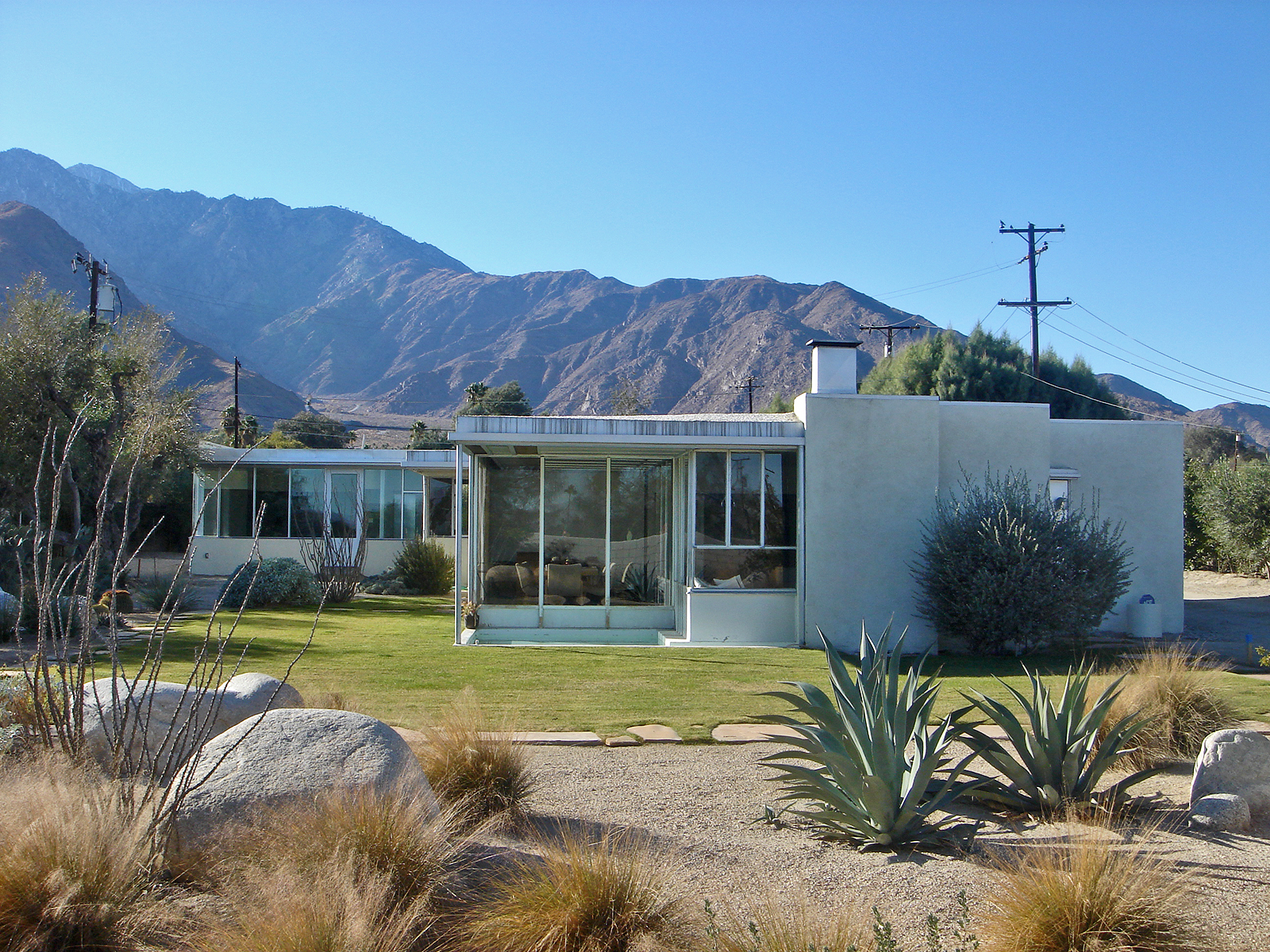
Miller House, Palm Springs

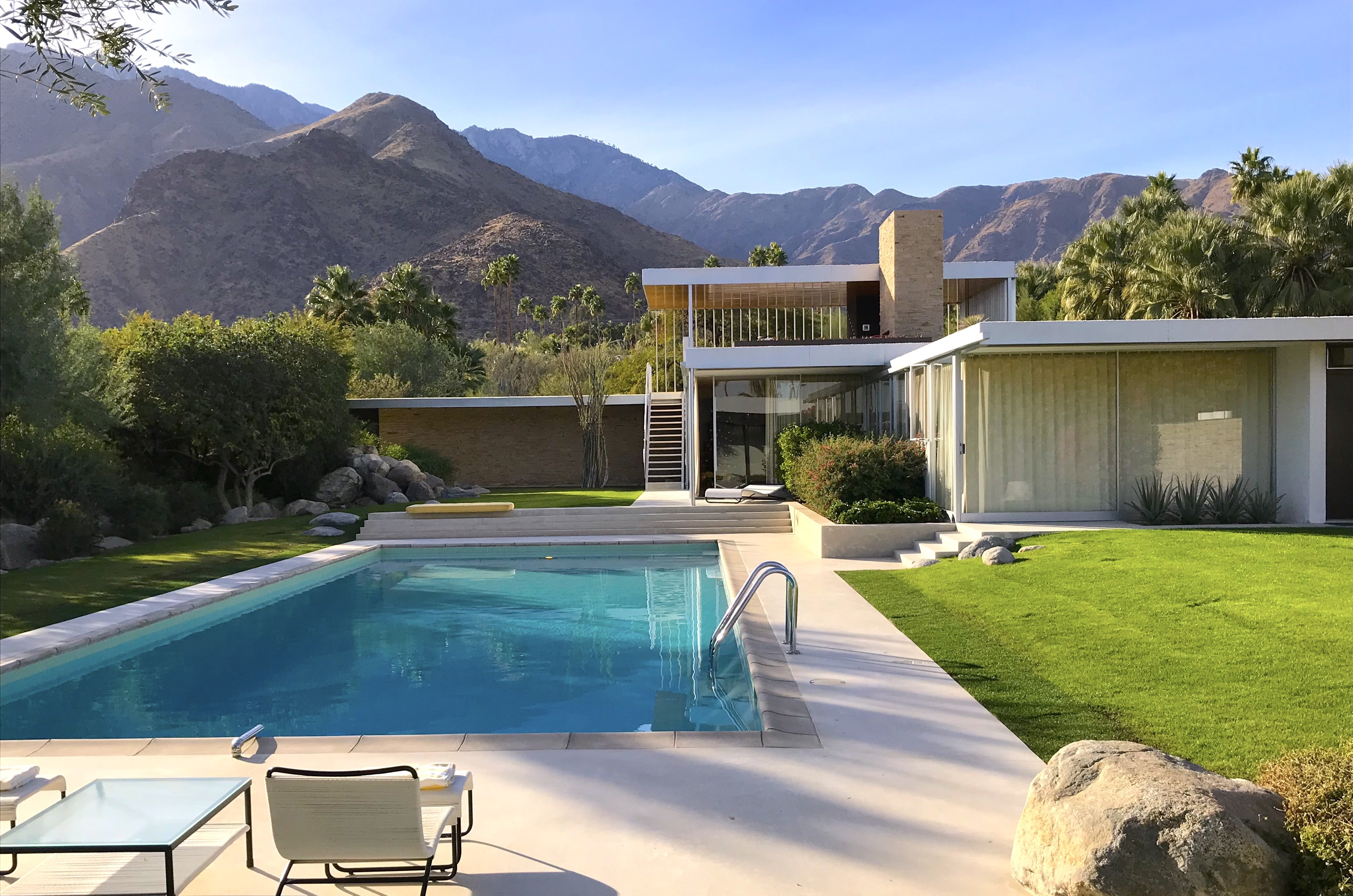
Kaufmann Desert House, Palm Springs

## Quelques réalisations
- 1922 : Kings Road House de Rudolf Schindler, (participation)
- 1927-1929 : Lovell House, Los Angeles
- 1932-1966 : Neutra VDL Studio and Residences, (domicile personnel de Los Angeles)
- 1935 : Von Sternberg House, San Fernando valley
- 1937 : Miller House, Palm Springs
- 1937 : Strathmore Apartments, Westwood, Los Angeles
- 1938 : Ralph Waldo Emerson Junior High School, West Los Angeles
- 1945-1966: Case Study Houses (maisons d'études de cas) n°6, 13, 20, 21
- 1946 : Kaufmann Desert House, Palm Springs, Californie[5]
- 1946 : Bailey House – Case Study House (en), Santa Monica, Californie
- 1948 : Atwell House, El Cerrito, California[6]
- 1950 : Neutra Office Building (en), (son bureau d'architecte de Los Angeles)
- 1952 : Moore House, Ojai, Californie[6]
- 1953 : Kester Avenue Elementary School, Los Angeles, Californie
- 1953 : Kramer House, Norco, Californie, [6]
- 1956-1958 : Chuey House, Los Angeles, Californie
- 1958 : Cyclorama Building at Gettysburg
- 1962 : Samuel and Luella Maslon House (en)
- 1964 : Kuhns House, Woodland Hills, Californie
- 1968 Logements Mörfelden, Francfort, Allemagne
- 1968-1969 : Delcourt House, Croix, Nord

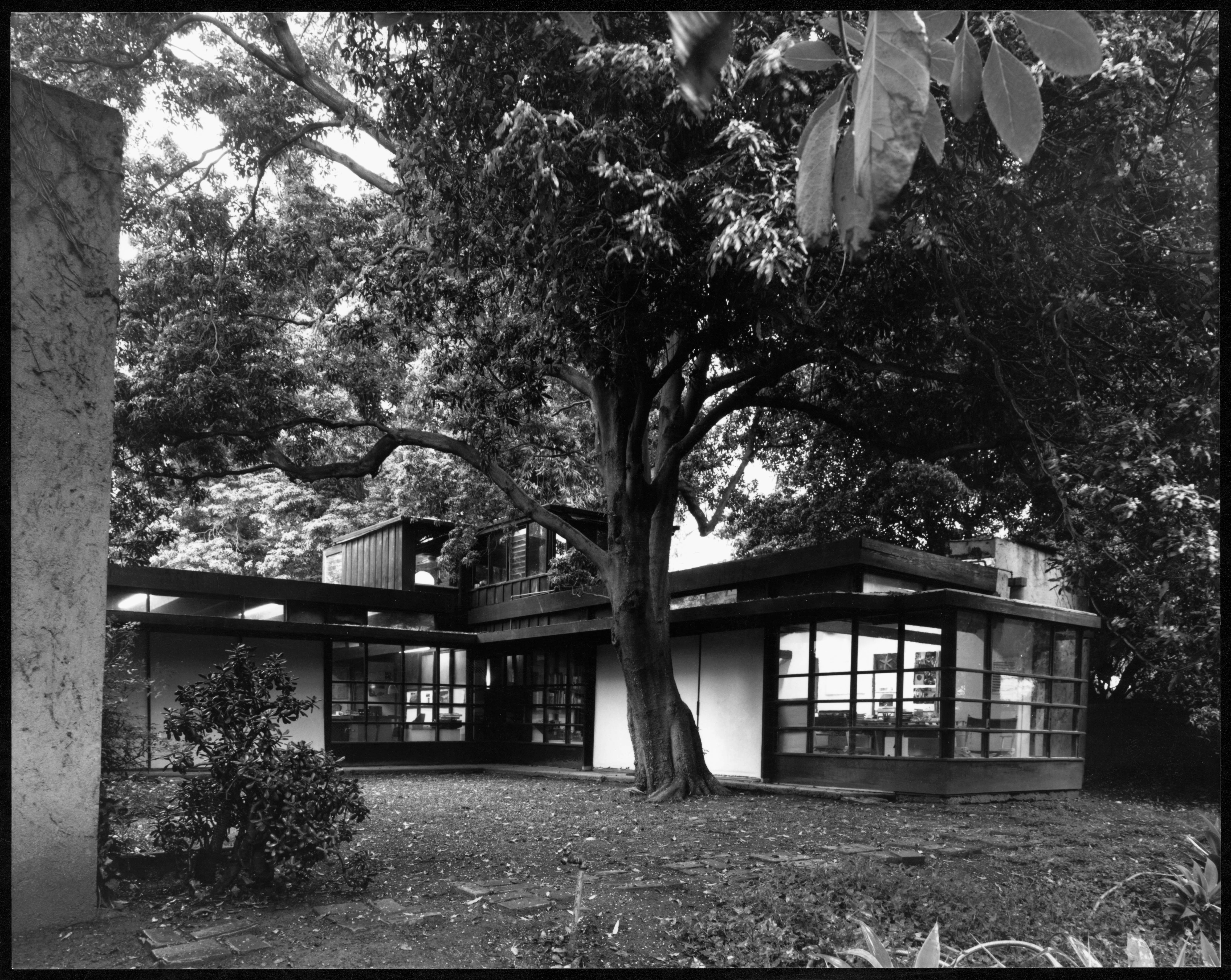
Kings Road House (participation)
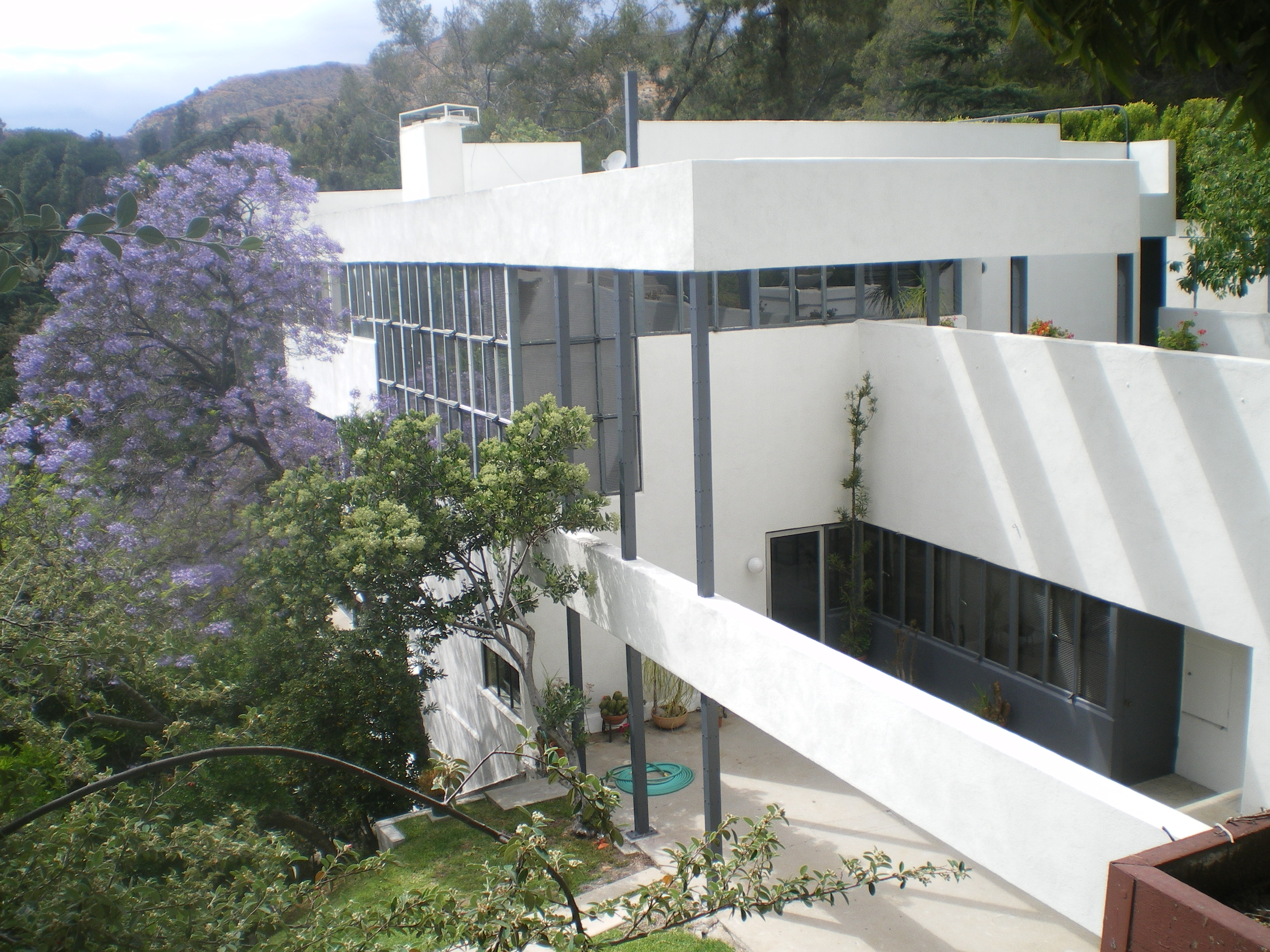
Lovell House, Los Angeles
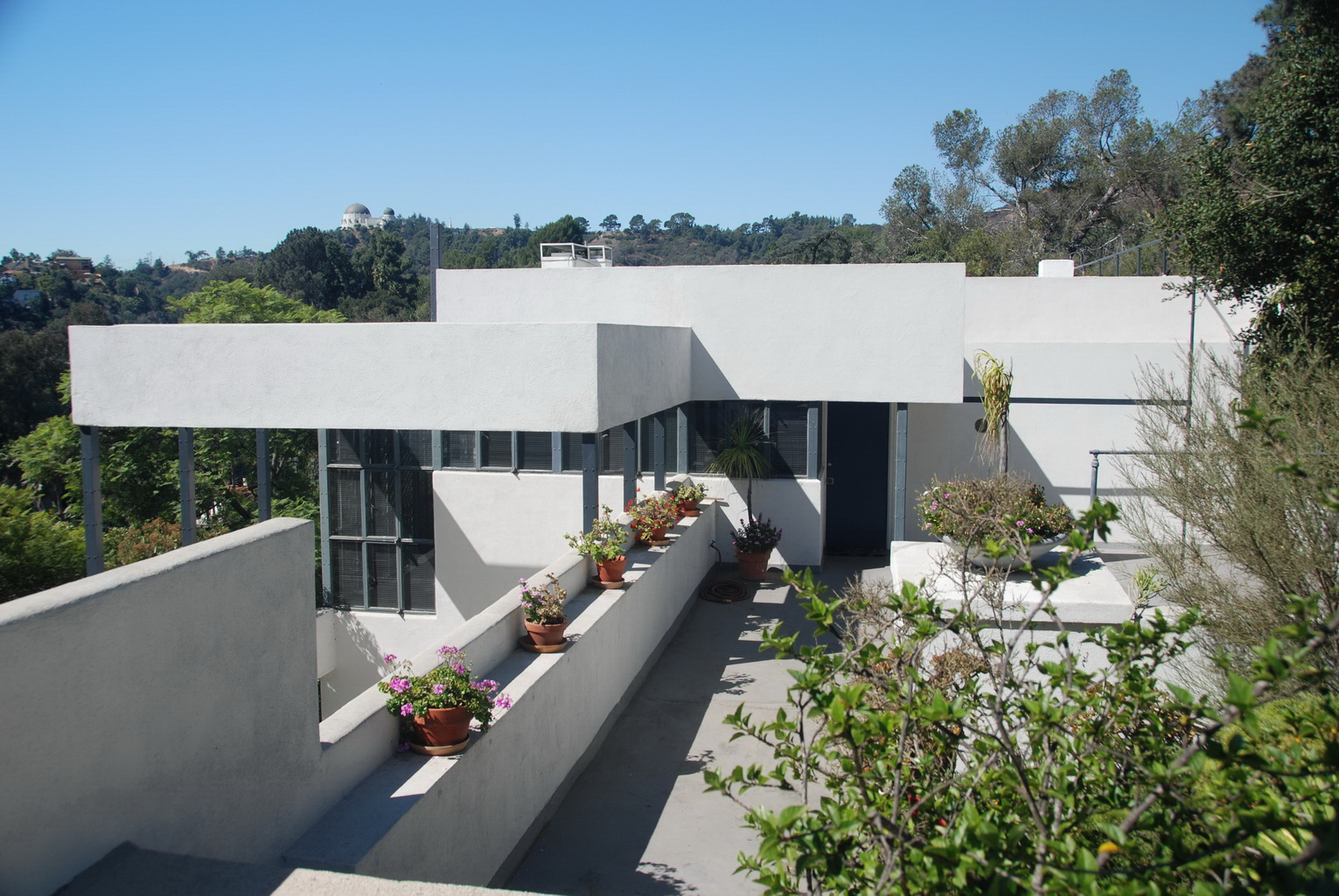
Lovell House
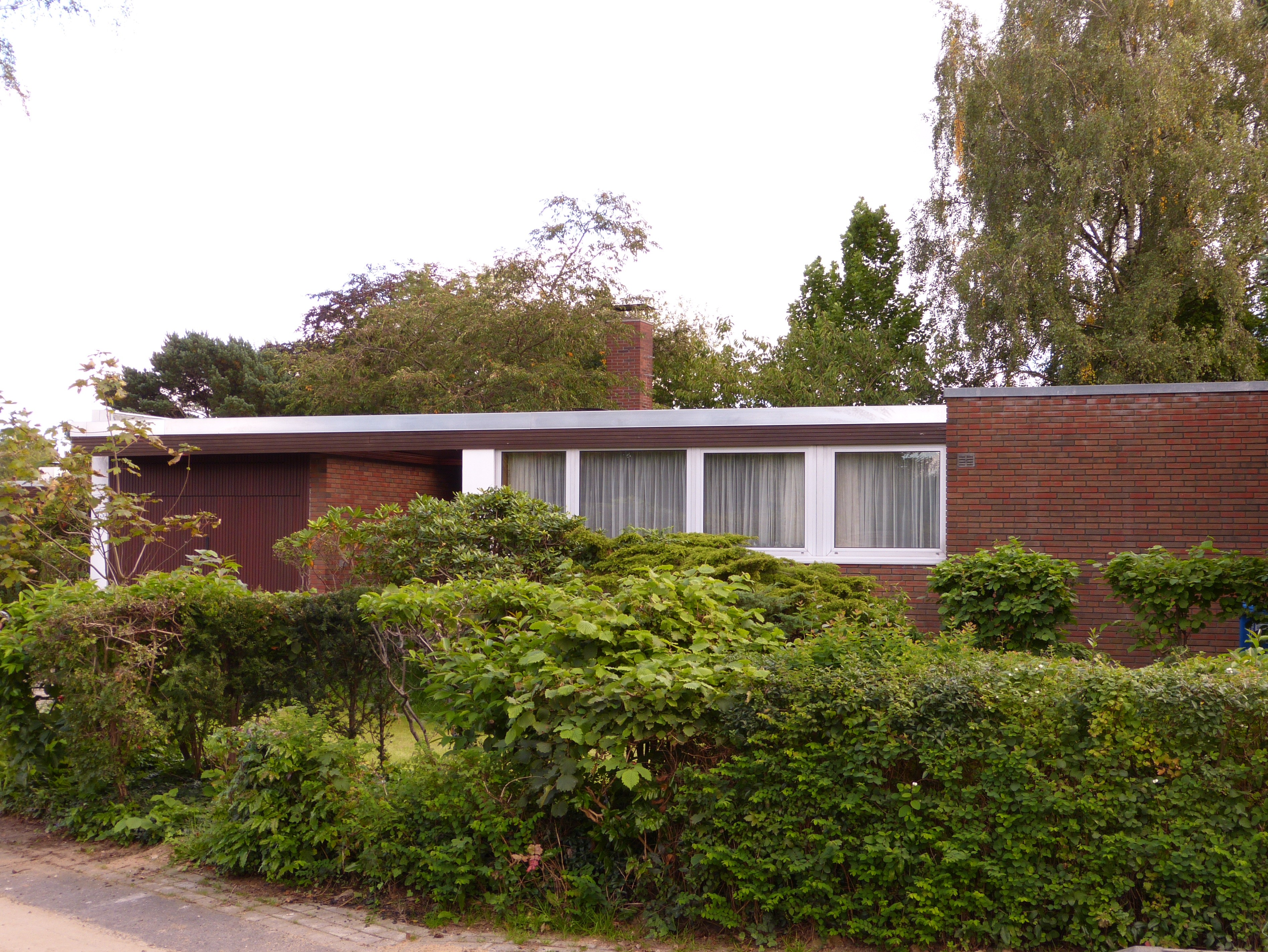
Marienhöhe 83 Bild
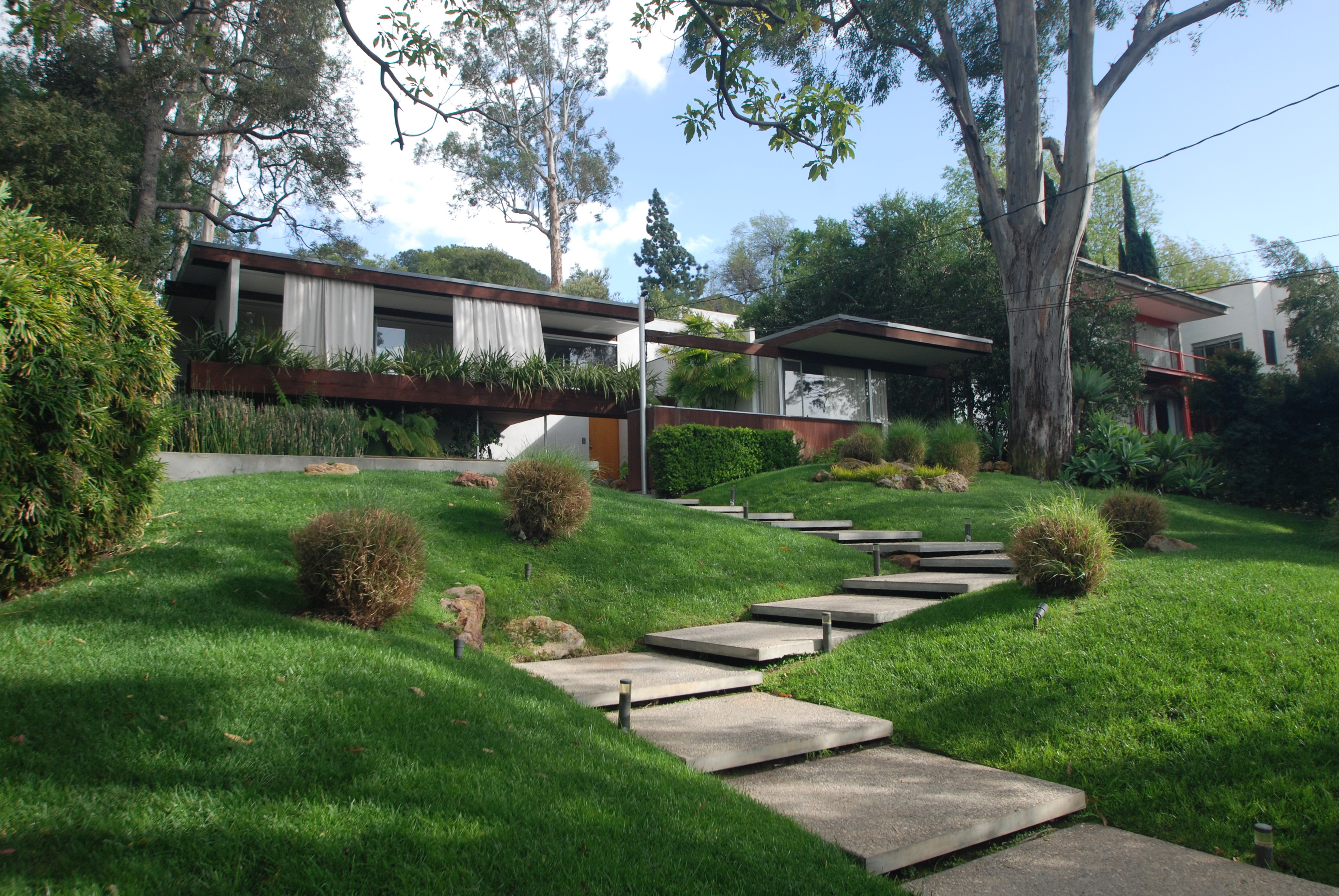
Ohara House
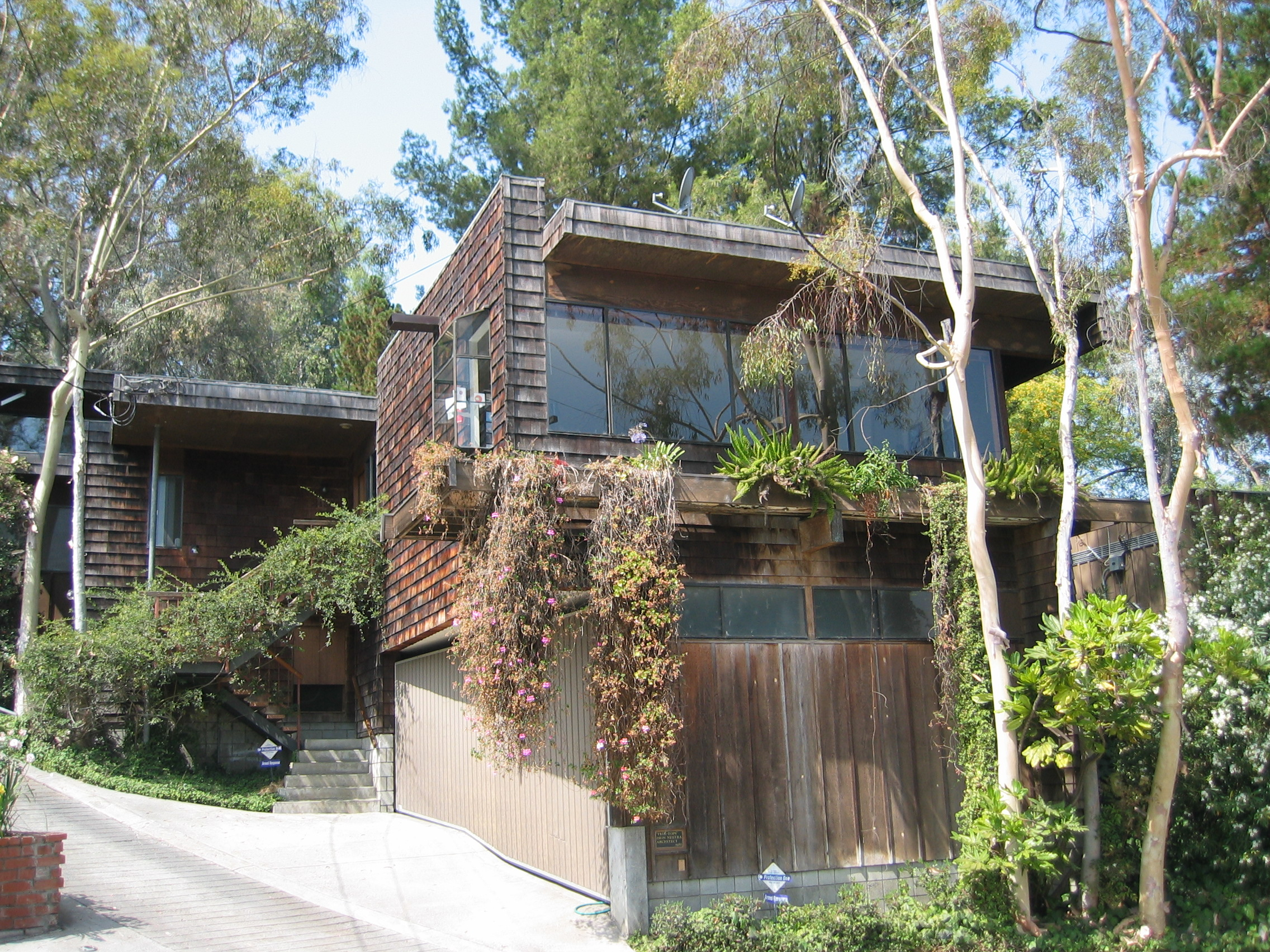
Neutra treetops
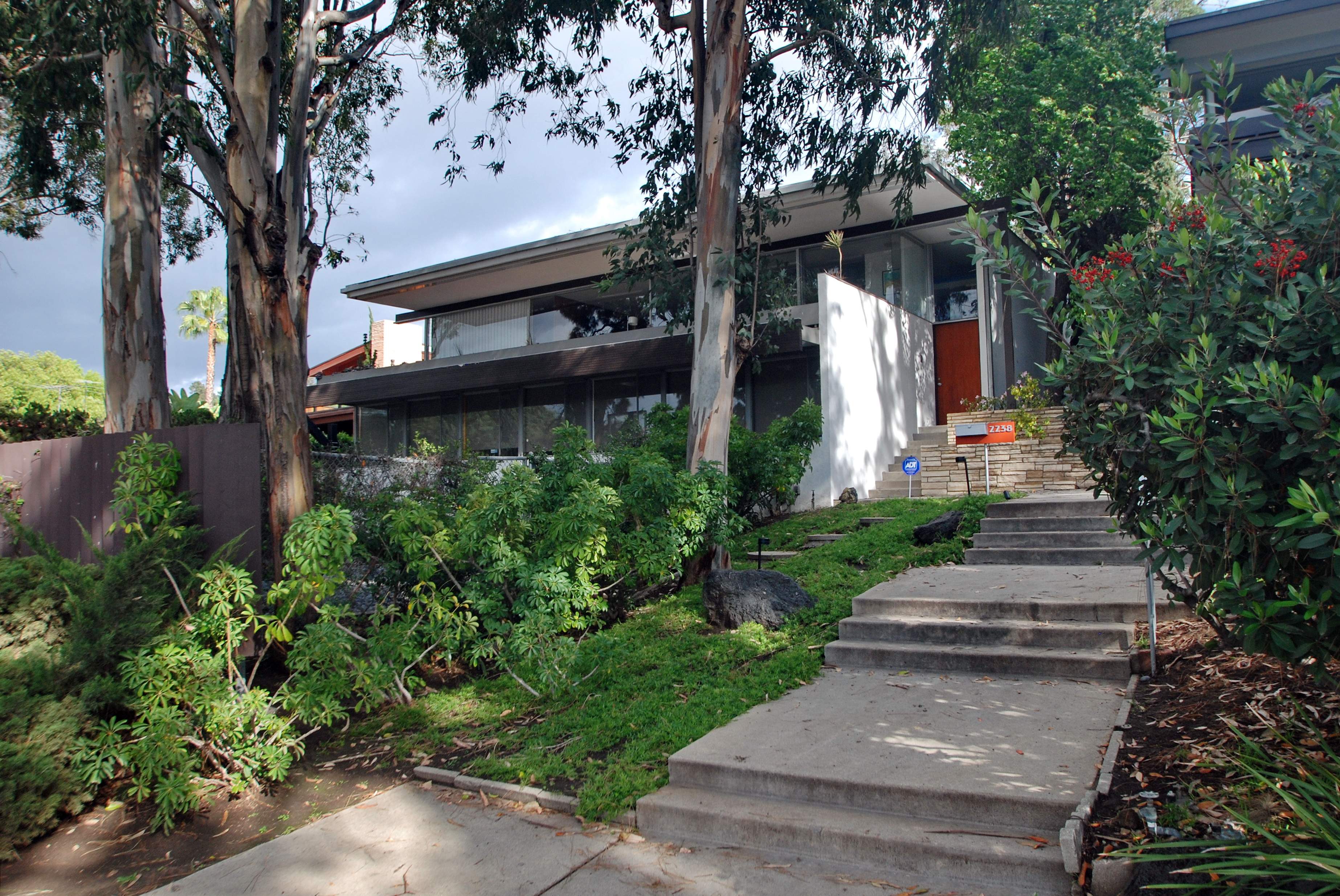
Inadomi House
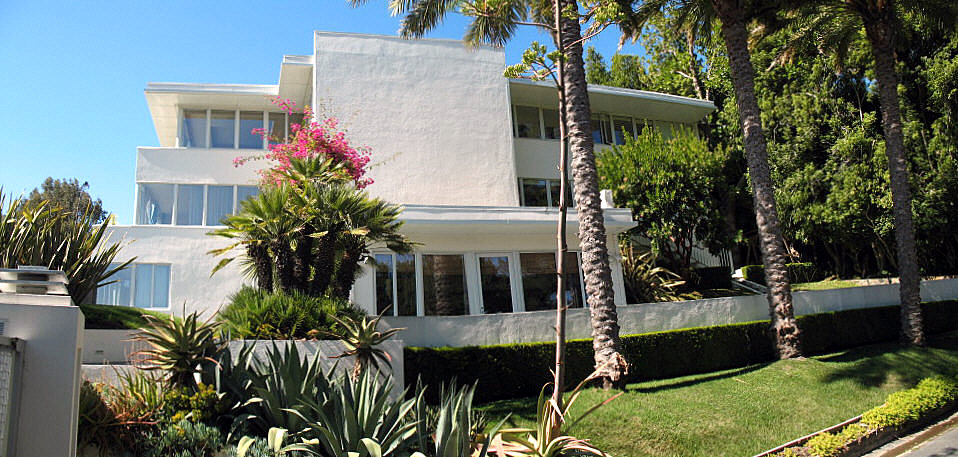
Arthur and Mona Hofmann House
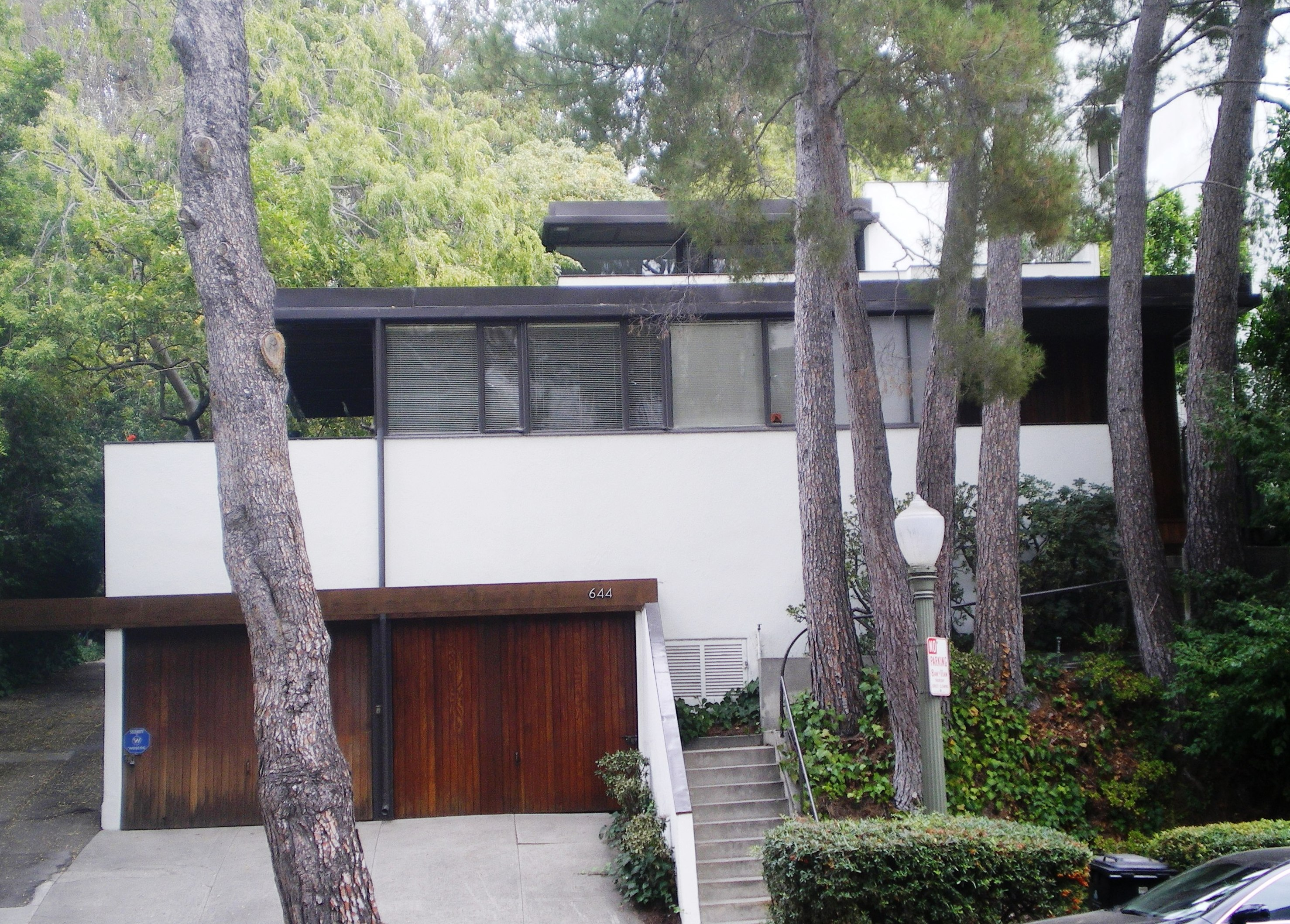
Kelton Apartments
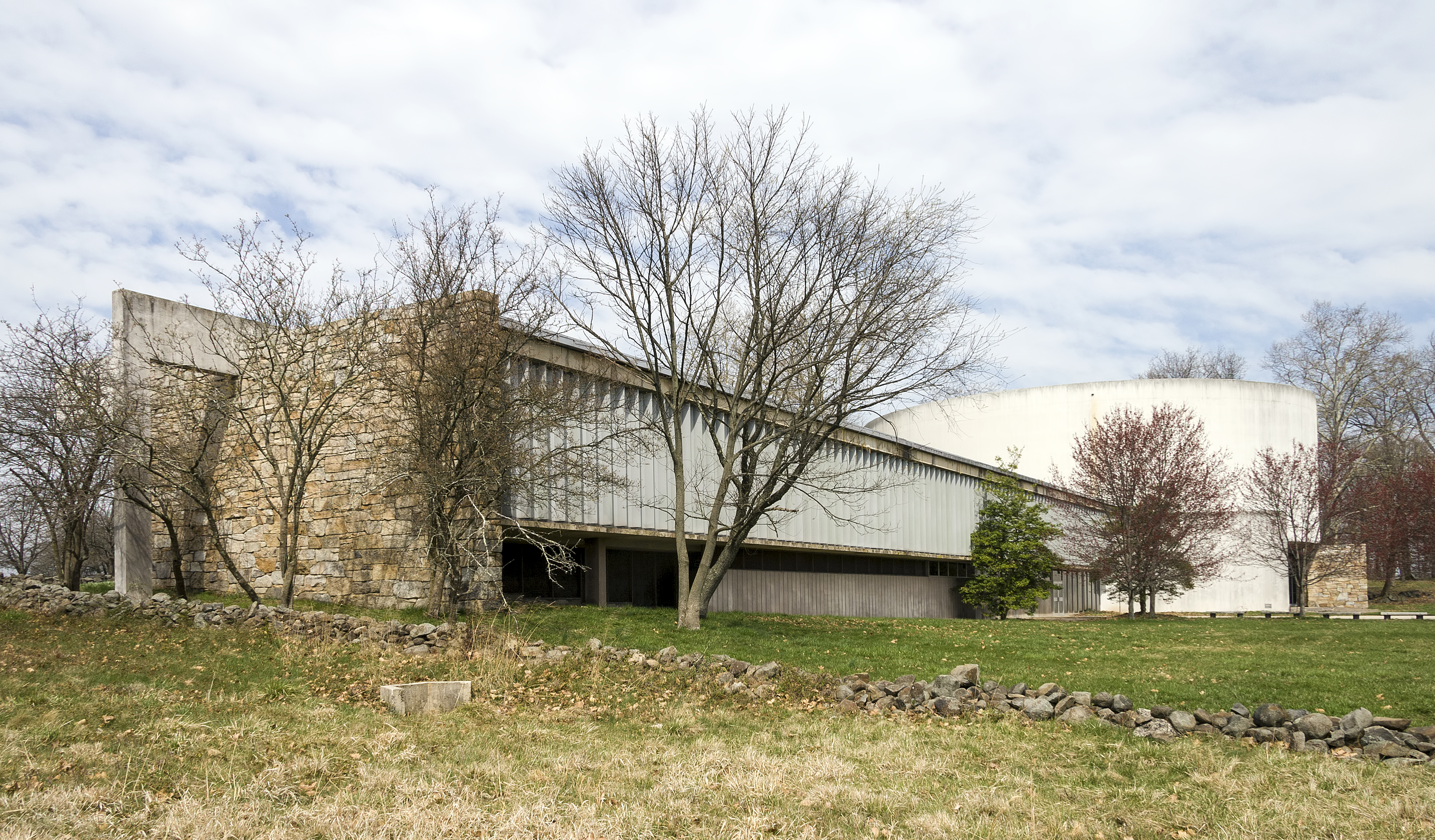
Cyclorama Building at Gettysburg
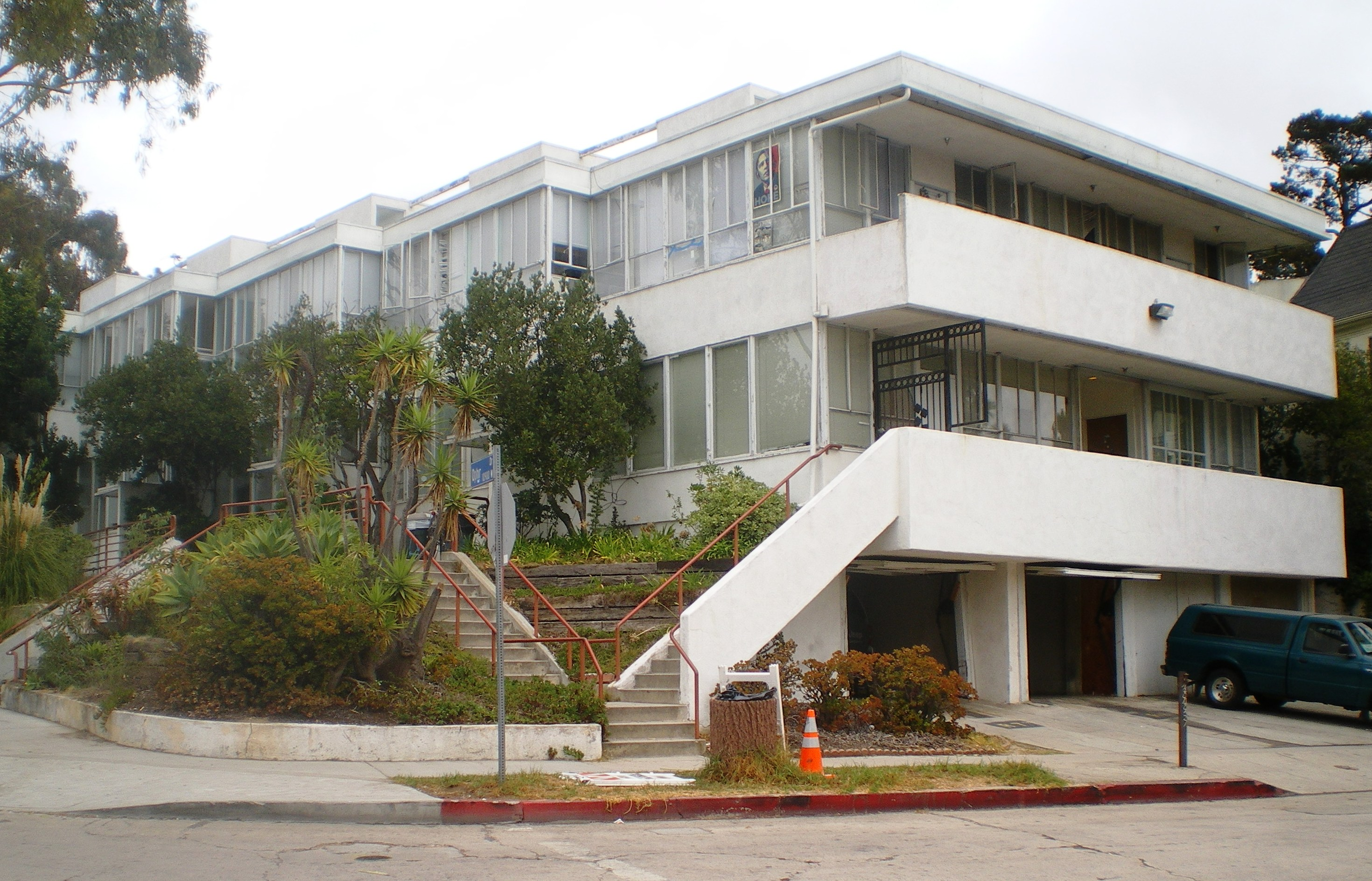
Landfair Apartments
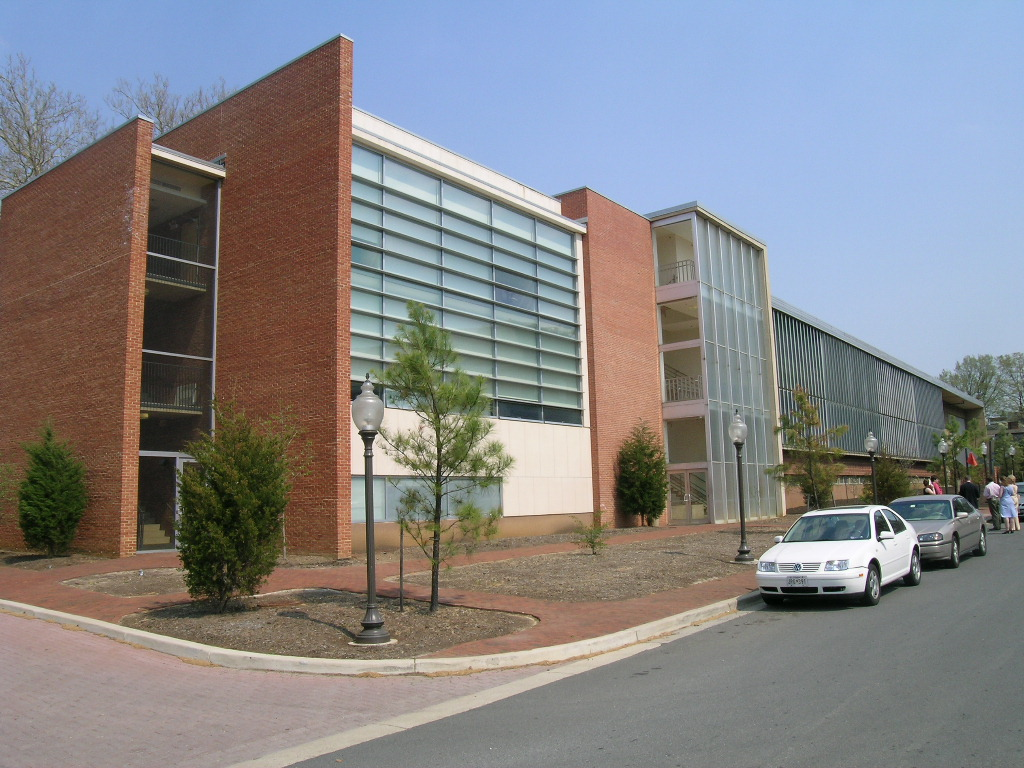
Mellon Hall du St. John's College d'Annapolis
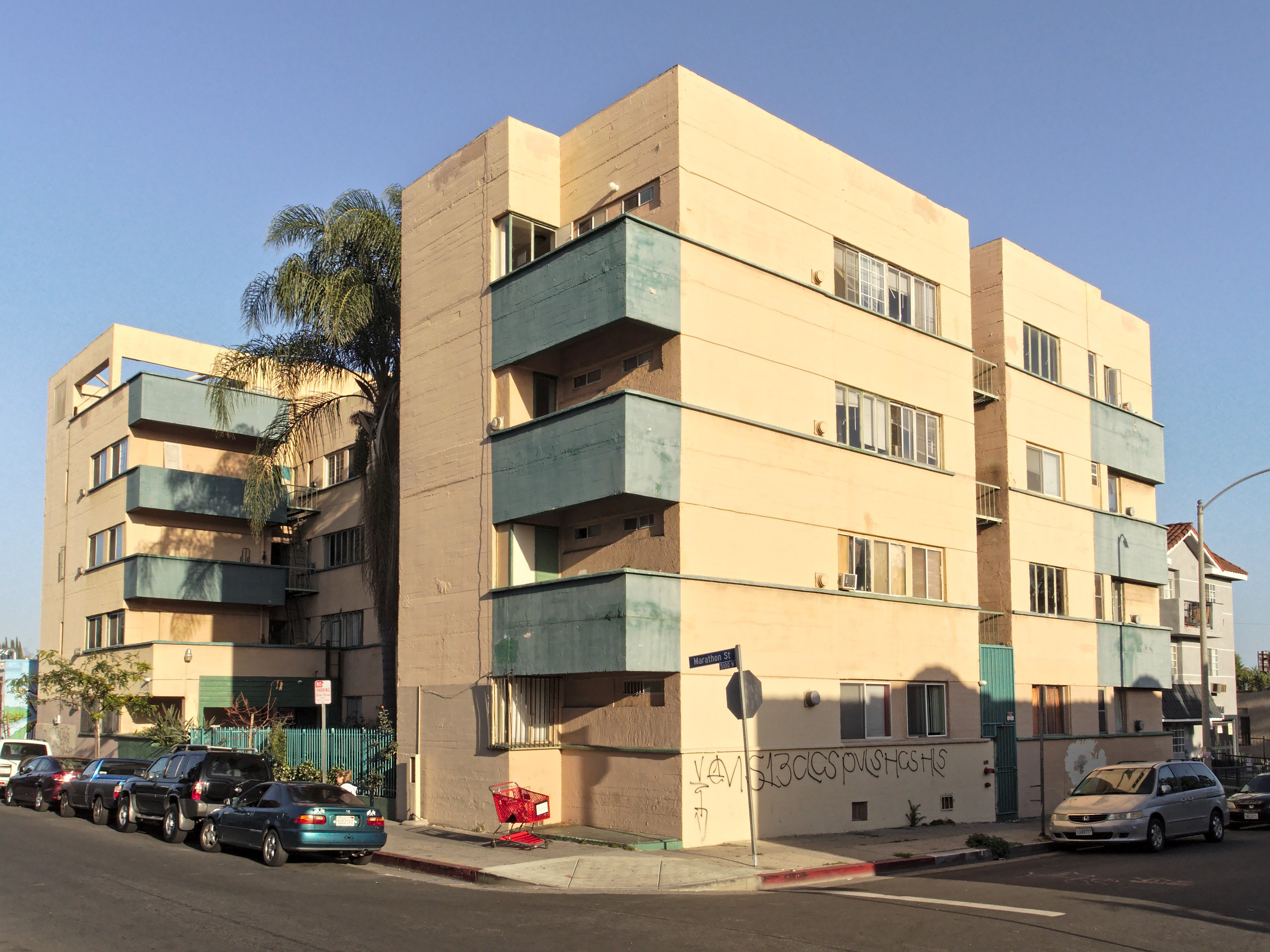
The Marathon Apartments
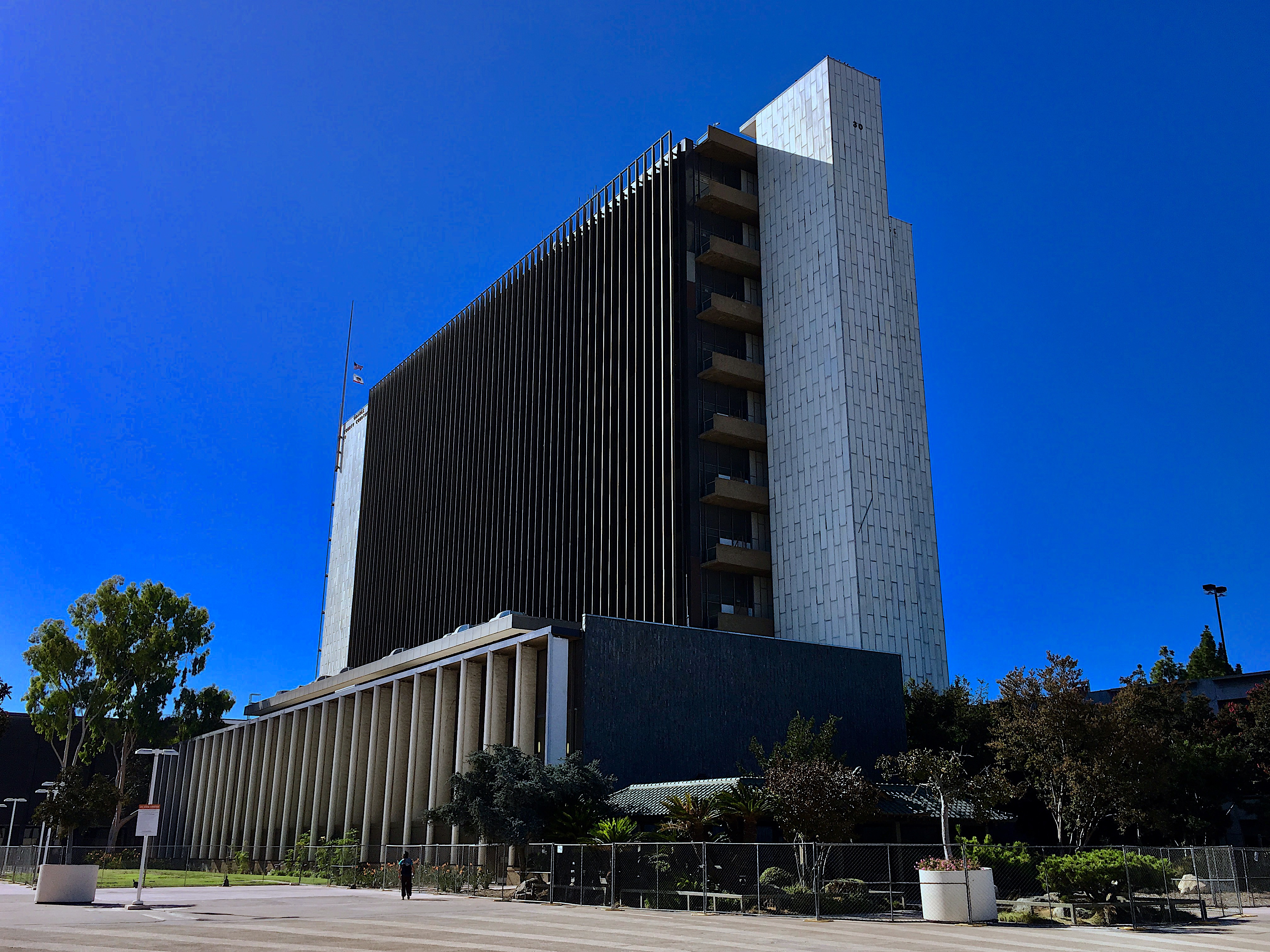
Orange County Courthouse

## Publication
- 1927 : Comment l'Amérique se construit-elle ? (Wie baut Amerika)
- 1930 : Amérique: le style d'un nouveau bâtiment aux États-Unis
- 1935 : Nouvelles écoles élémentaires pour l'Amérique
- 1948 : Architecture de préoccupation sociale dans les régions à climat doux
- 1951 : Mystères et réalités du site
- 1954 : Survival Through Design (Survie grâce à la conception) Oxford University Press
- 1956 : Vie et habitat humain
- 1961 : Monde et habitation
- 1962 :  Life and Shape, New York,  Appletown-Century- Fox, 1962; réédité en 2009 par Atara Press, Los Angeles. Traduction en français par Pierre Lebrun sous le titre Vie et forme, Paris, éditions Hermann, 2023, introduction de Richard Klein.
- 1962 : Commande pour demain
- 1962 : World and Dwelling
- 1968 : Environnement conçu. Expériences et exigences d'un architecte
- 1970 : Immeuble proche de la nature
- 1971 : Building With Nature
- 1974 : Pierres à eau claires
- 1977 : Bâtiment et monde sensoriel
- 1989 : Nature Near : Les derniers essais de Richard Neutra

## Distinctions
- 1932 : Exposé au Museum of Modern Art de Manhattan à New York.
- 1949 : Couverture du Time (magazine) en tant que chef de file du mouvement moderne
- 1958 : Prix d'architecture de la ville de Vienne
- 1959 : Médaille Wilhelm Exner
- 1977 : Médaille d'or de l'AIA de l'American Institute of Architects
- 2015 : Golden Palm Star honorifique sur Palm Springs Walk of Stars (en) à Palm Springs en Californie
- Commandeur de l'ordre du Mérite de la République fédérale d'Allemagne
- Anneau d’honneur de la ville de Vienne en Autriche